# 旭日産業 (名古屋市)
旭日産業株式会社（あさひさんぎょう）は、 愛知県名古屋市中区新栄一丁目に本社を置く建設会社である。

## 概要
内装仕上工事、インテリア仕上工事、建築材料の販売及び施工、介護事業(グループホーム、小規模多機能、住宅型老人ホーム等)を行う。

## 沿革
- 1969年（昭和44年）7月 - 名古屋市中区東陽町に旭日産業有限会社として創業[1]。
- 1973年（昭和48年）2月 - 全国室内工事業協会入会[1]。
- 1984年（昭和59年）8月 - 旭日産業有限会社を旭日産業株式会社に変更[1]。
- 1988年（昭和63年）6月 - 名古屋市中区新栄に新社屋落成[1]。
- 1989年（平成元年）3月 - 資本金を50,000,000円に増資[1]。
- 1993年（平成5年）4月 - 中華人民共和国蘭洲市より中国人研修生招聘[1]。
- 2004年（平成16年） - グループホームを中心とした介護事業に進出[1]。

## 関連会社
- 丸徳有限会社[1]
- アーサー有限会社[1]

## 主な施工物件
- 刈谷市産業振興センター[1]
- 刈谷市体育館[1]
- 一宮市立市民病院[1]
- 愛知県立愛知工業高等学校[1]
- 名古屋市立大学[1]